# 사랑의 28법칙
《애정28법칙 / 사랑의 28법칙》(한자:愛的二八定律/愛情28法則)은 2022년 방송되었던 중국의 드라마이다.

## 줄거리
- 일에만 몰두하는 싱글인 여변호사 진시, 부모님으로부터 심한 결혼 압박을 받는다. 어머니의 강압적인 결혼 압박 때문에 그 또한 부득불 양화와 만나게 된다. 그리하여 결혼을 원하지 않는 두 사람은 쿵짝이 맞아 민정국으로 달려가게 되며 결혼증을 받고 합법적인 부부가 된다. 위기가 거듭되는 와중에 진시와 양화는 차츰 정이 들게 되며 의외로 진정한 사랑을 얻게 되어 손잡고 더욱 아름다운 행복한 삶을 위해 달려간다.

## 등장 인물
- 양미 - 친스 역
- 쉬카이 - 양화 역
- 리쩌펑 - 타오쥔후이 역
- 탕정미 (湯晶媚) - 리다이 역
- 왕자선 (王子璇) - 우페이 역
- 가오신 - 친원빈 역
- 류림 (劉琳) - 탕이후이 역
- 양곤 (楊昆) - 리우옌 역